# 1732 Heike
1732 Heike eller 1943 EY är en asteroid i huvudbältet, som upptäcktes 9 mars 1943 av den tyske astronomen Karl Wilhelm Reinmuth i Heidelberg. Den har fått sitt namn efter den tyske astronomen Alfred Bohrmann, barnbarn Heike Neckel.
Asteroiden har en diameter på ungefär 22 kilometer och den tillhör asteroidgruppen Eos.